# Udara himilcon
Udara himilcon är en fjärilsart som beskrevs av Hans Fruhstorfer 1909. Udara himilcon ingår i släktet Udara och familjen juvelvingar. Inga underarter finns listade i Catalogue of Life.